# 杉野耕三郎
杉野耕三郎（1869年1月31日—?），日本岐阜县人，日本统治时期大连市市长。

## 生平
杉野耕三郎于明治38年（1905年）毕业于東京帝国大学法学部。明治38年11月，他通过了文官高等试验行政科，进入遞信省，此后他曾任長野郵便局長（任内出版《市町村名辭典》），还曾任职于熊本遞信局，后曾任关东厅逓信局長。大正13年（1924年）他从关东厅逓信局長任上离任。此后他于1924年至1928年任大連市市長。

## 著作
- 杉野耕三郎，市町村名辭典，博文館，1916年